# 毛儲元
毛儲元（15世紀—16世紀），字伯善，湖廣都司常德衛籍湖廣常德府武陵縣人，明朝政治人物。

## 生平
毛儲元是嘉靖三十四年（1555年）乙卯科湖廣鄉試舉人，授石泉知縣，隆慶四年（1570年）調任延川知縣，為政廉潔，公正執法，奉命修城禦敵，數個月就完工，人稱「鐵延州」，陞綏德知州，減除逃糧、招撫流民，向朝廷申明定例，令人民安定，再陞揚州清軍同知，臨行多達千人挽留他，很快致仕回鄉，致力編寫當地縣志。

## 引用
1. 1 2  同治《武陵縣志·卷三十五·人物志第一》：毛儲元，字伯善，世父鳳岐正德丙子舉人，知贛縣；父鳳來嘉靖壬午舉人；綿州學正；儲元舉嘉靖乙卯鄉試，初知石泉縣，調延州，建城禦敵關中，有鐵延州之謠，轉揚州同知致仕歸；子詡萬厯甲午舉人，知五河縣。 府志
2. ↑  乾隆《綏德直隸州志·卷四·人事門》：毛儲元，常德人，知綏德州，減除逃糧、招撫流民，以折減申請下部，議覆永為定例，民賴以安。
3. ↑  道光《重修延川縣志·卷四·職官志》：毛儲元 湖廣常德衛人，由舉人明隆慶四年任，潔清自治、執法不撓，奉文修城、董率有方，不數月即竣功，陞綏德州知州，尋陞江南揚州府同知，臨行邑人攀轅卧轍者以千計。府志、舊志同通志名宦載名
4. ↑  嘉慶《常德府志·卷三十七·列傳》：毛儲元，字伯善，武陵人，世父鳳岐正德丙子舉人，歷官贛縣知縣；父鳳來嘉靖壬午舉人、綿州學正；儲元中嘉靖乙卯鄉薦，博學能文，初任陝西石泉縣，調延州，建城禦敵關中，有鐵延州之謠，補揚州郡貳，歸田後益肆力於郡乘，為邑中耆獻；子詡萬厯甲午舉人，知五河縣。 舊志